# Heinrich Wacker
Heinrich Wacker (geboren 18. Januar 1887 in Aalen; gestorben 24. August 1970 in Saarbrücken) war ein deutscher Gewerkschafter, Politiker der SPD und der SPS sowie der erste Präsident der Arbeitskammer des Saarlandes.

## Leben
Wacker absolvierte die Lehre zum Werkzeugmacher und war danach in diesem Beruf tätig, bis er von 1914 bis 1917 am Ersten Weltkrieg teilnahm. Nach dem Krieg begann er bei der Firma Schwinn in Homburg als Werkmeister. Dafür zog er ins Saargebiet, 1923 zog er nach Saarbrücken. Von 1933 bis 1935 war er Vorsitzender der Freien Volksbühne in Saarbrücken. Im Januar 1935 emigrierte Wacker nach Frankreich. 1943 wurde er von der Gestapo verhaftet und in Böhmen und Schlesien zwangseingesetzt. Im Juni 1945 kehrte er ins Saargebiet zurück. Am 21. Mai 1946 war er Gründungsgesellschaft der SPS-Parteizeitung Die Volksstimme, an dieser war er bis zur Einstellung beteiligt.
Wacker war verheiratet und hatte ein Kind.

## Politik und Funktionen
1909 trat Wacker in Deutschen Metallarbeiter-Verband sowie die SPD ein. Nach dem Krieg schloss er sich dem Werkmeisterverband an, 1922 wurde er dessen Bezirksleiter im Saargebiet, dieses Amt führte er bis zur Gleichschaltung 1933 aus. Von 1928 bis 1930 gehörte er der Arbeitskammer des Saargebiets in seiner zweiten Legislaturperiode als Vertreter der Arbeitnehmer an. 1930 wurde er Vorsitzender des Allgemeinen Freien Angestelltenbundes im Bezirk Saar, außerdem zog er in den Verwaltungsrat der Angestelltenversicherung und der Arbeitskammer ein. 1932 wurde er in den Landesvorstand der SPD, 1933 zum Leiter des Sozialdemokratischen Schutzbundes Saarbrücken gewählt. Diese Ämter hatte er bis zur Emigration nach Frankreich inne.
Nach seiner Rückkehr ins Saarland im Juni 1945 beteiligte er sich am Wiederaufbau der Gewerkschaften. So wurde er im Oktober 1947 zum ersten Präsidenten der Einheitsgewerkschaft gewählt, einem Vorgänger des DGB im Saarland. In diesem Amt blieb er bis 1951, danach war er Ehrenpräsident. 1946 war er Gründungsmitglied der SPS, bis 1953 gehörte er dem Parteivorstand an. Bei der Landtagswahl 1947 wurde er in den Landtag des Saarlandes gewählt und gehörte diesem für eine Wahlperiode bis 1952 an. Ebenfalls war er 1949 Gründungsmitglied der Europa Union im Saarland. 1951 erfolgte seine Wahl zum ersten Präsidenten der Arbeitskammer des Saarlandes, diese Funktion übte er bis 1957 aus. Ferner gehörte er von 1951 bis 1955 dem Vorstand der Saarländischen Volksfürsorge an.